# Snug
Ein Snug ist ein Piercing durch den Ohrknorpel. Es sitzt in der inneren Knorpelauswölbung parallel zur Ohrkante. Möglich ist dieses Piercing nur, wenn der entsprechende Bereich der Ohrmuschel ausreichend ausgeprägt ist.

## Geschichte und Kultur
Das Snug-Piercing wird vor allem unter modischen Aspekten im westlichen Kulturkreis getragen, wo es sich besonders während der 1990er Jahre neben dem Tragus-, Rook-, Conch-, Daith- und Helix-Piercing als seltenere Variante des Ohrlochs etablierte.
Der Name wurde dem Piercing laut BMEzine Mitte der 1990er Jahre von Caitlin Theobald gegeben, der Lebensgefährtin des damaligen Inhabers der Modemarke Snug Industries.

## Durchführung und Heilung
Wie auch bei anderen Piercings wird zunächst die zu durchstechende Hautpartie desinfiziert. Anschließend wird die Einstichstelle, meist auf der Vorderseite der Ohrmuschel, markiert und mit einer speziellen Nadel durchstochen. Da hierbei vor allem Knorpel durchstochen wird, kann die Durchführung unter Umständen schmerzhafter sein als an knorpelfreien Körperstellen.
Die Heilung dauert zwischen drei und acht Monaten und kann etwas langwieriger verlaufen als bei anderen Piercings, da beim Schlafen meist Druck auf die Stelle ausgeübt wird. Eingesetzt werden sollte ein dem Stichkanal bezüglich Form und Länge angepasster gerader Barbell, damit keinen zusätzlichen Druck auf das verhältnismäßig unflexibele Knorpelgewebe ausgeübt wird. Nach vollständiger Heilung eignet sich jedoch auch ein kleiner Ball Closure Ring oder ein gekrümmter Barbell für den Einsatz.

## Variationen
Im Gegensatz zu mehreren anderen Piercings im Ohrknorpel ist das Punchen oder Dehnen eines Snug-Piercings unüblich.

### Ragnar-Piercing
Eines Sonderform stellt das Ragnar-Piercing dar. Hierbei befindet sich lediglich die Einstichstelle innerhalb der Knorpelauswölbung der Ohrmuschel. Der Stichkanal verläuft wesentlich weiter als beim gewöhnlichen Snug-Piercing und tritt erst an der Ohrkante wieder aus. Diese Variante wird häufig als Kombination zwischen einem Snug- und dem quer durch das Ohrläppchen verlaufenden, sogenannten Transverse-Lobe-Piercing beschrieben.
Aufgrund der Länge des Stichkanals kann der Heilungsprozess in der Regel mit stärkeren Komplikationen verbunden sein.
Ob das Stechen eines Ragnar-Piercings möglich ist, hängt stark von den anatomischen Gegebenheiten der Ohrmuschel ab, da diese teils sehr unterschiedlich ausgeprägt ist.
Die erste bekannte Durchführung dieses Piercings wurde von dem US-amerikanischen Piercer John Lopez an Thure Ragnar Stedt vorgenommen, woher sich auch der Name des Ragnar-Piercings ableitet. Die erste fotografische Dokumentation dieser Variante geht auf eine Veröffentlichung aus dem Jahr 2002 zurück.